# Lech Sulechów
Lech Sulechów – polski klub piłkarski, który swoją siedzibę ma w Sulechowie i został założony w 1945 roku.

## Historia klubu
Klub został założony 1 września 1945 roku pod nazwą „Sulechowianka” Sulechów, a pierwszymi barwami zespołu były kolory biały i czerwony. W 1951 roku Sulechowiankę przeniesiono do Zrzeszenia Sportowego „Ogniwo”. W połowie lat 50. zespół występował pod nazwą „Sparta” Sulechów, a od końca lat 50. do 1964 r. pod nazwą „Zawisza” Sulechów. W sezonie 1964/1965 jako „Piast” Sulechów drużyna odniosła swój największy sukces ligowy – zajęła 7. miejsce w zielonogórskiej Lidze Okręgowej, która była III poziomem rozgrywek. W latach 70. przyjęto nazwę „Lech” Sulechów, a klub wspierany był przez Zakłady Przemysłu Cukierniczego „Goplana” w Sulechowie. W sezonie 1997/1998 Lech zagrał w finale Pucharu Polski OZPN Zielona Góra, a w sezonie 2000/2001 wspierany przez fabrykę makaronów „Sulma” zdobył mistrzostwo IV ligi lubuskiej, jednak przez przestarzałą infrastrukturę sportową w Sulechowie zrezygnował z awansu do III ligi i dokonał fuzji z Lechią Zielona Góra, która dzięki temu utrzymała się w III lidze. W 2003 roku drużyna została reaktywowana i przystąpiła do rozgrywek zielonogórskiej Klasy B. W latach 2009–2010 przeprowadzono gruntowny remont stadionu, na którym występuje Lech. W sezonie 2019/2020 zespół występuje w pierwszej grupie zielonogórskiej klasy A.
Historyczne nazwy:
- 1945 – Sulechowianka Sulechów
- 1951 – Ogniwo Sulechów
- lata 50. – Sparta Sulechów
- koniec lat 50. – Zawisza Sulechów
- 1964 – ZKS Piast Sulechów /fuzja Zawiszy Sulechów i Obry Babimost/[3]
- lata 70. – Lech Sulechów

## Sukcesy
- 7. miejsce w zielonogórskiej Lidze Okręgowej (III poziom): 1964/1965[5]
- 1. miejsce w IV lidze lubuskiej: 2000/2001[4] (rezygnacja z awansu do III ligi i fuzja z Lechią Zielona Góra)
- Puchar Polski OZPN Zielona Góra: 
  - finał Pucharu Polski OZPN Zielona Góra: 1997/1998

## Stadion
Lech mecze rozgrywa na Stadionie Miejskim przy ul. Licealnej 10b w Sulechowie. Dane techniczne obiektu:
- pojemność: 1000 (640 siedzących)
- oświetlenie: brak
- wymiary boiska: brak danych